# Stanisław Żurakowski (podpułkownik)
Stanisław Żurakowski (ur. 24 lipca 1920 w Wołominie, zm. 27 lipca 2023) – podpułkownik, historyk emigracyjny.

## Życiorys
Był synem Stanisława Ludwika Żurakowskiego (1886–1940) i Marii z domu Jastrzębskiej. Jego rodzeństwem byli Edmund, Anna (zmarła w dzieciństwie), Ludwik, Józef, Maria, Julia, Jadwiga (po mężu Czok), Antoni. Ojciec był oficerem rezerwy Wojska Polskiego, urzędnikiem samorządowym II Rzeczypospolitej, od 1928 burmistrzem miast Włodzimierza Wołyńskiego, Zdołbunowa, od 1934 do 1939 Ostroga, po wybuchu I wojny światowej aresztowany przez sowietów i w 1940 zamordowany w ramach zbrodni katyńskiej. W 1940 członkowie rodziny zostali w głąb ZSRR, skąd wyszli wraz z armią gen. Andersa.
Później został żołnierzem 2 Korpusu Polskiego w strukturze Polskich Sił Zbrojnych na Zachodzie. Uczestniczył w kampanii włoskiej w 1944 jako podchorąży 16 Batalionu Strzelców brał udział w bitwie pod Monte Cassino. Podczas walk 2 Korpusu zginęli dwaj jego bracia.
Po II wojnie światowej przebywał na emigracji w Wielkiej Brytanii. Był wieloletnim honorowym pracownikiem Instytutu Polskiego i Muzeum im. gen. Sikorskiego w Londynie. Był autorem publikacji historycznych. Przygotował do druku Listy z Kozielska burmistrza miasta Ostroga, wydane w 1989 nakładem Instytutu Polskiego i Muzeum im. gen. Sikorskiego w Londynie oraz ponownie w 2011 w ramach serii Wołanie z Wołynia (Biały Dunajec – Ostróg); książka zawiera korespondencję Stanisława Ludwika Żurakowskiego podczas uwięzienia na przełomie 1939/1940 oraz opis losów członków jego rodziny deportowanych w 1940 w głąb ZSRR.

## Publikacje
- Listy z Kozielska burmistrza miasta Ostroga (1989, Instytut Polski i Muzeum im. gen. Sikorskiego w Londynie; ponowne wyd. 2001)
- Ot bajki... Nie bajki (1995, Instytut Polski i Muzeum im. gen. Sikorskiego w Londynie)[18][19]
- Generałowie Polski Niepodległej (1976, uzup. i popr. 1991, Editions Spotkania; współautor: Tadeusz Kryska-Karski)[20][21][22][23]

## Ordery i odznaczenia
- Krzyż Komandorski z Gwiazdą Orderu Odrodzenia Polski (20 sierpnia 2020, w uznaniu wybitnych zasług dla niepodległości Rzeczypospolitej Polskiej, za upowszechnianie wiedzy o historii Polski, za działalność społeczną i kombatancką)[24]
- Krzyż Kawalerski Orderu Odrodzenia Polski (11 listopada 1985, za całokształt pracy niepodległościowej i społecznej w Instytucie Polskim i Muzeum im. gen. Sikorskiego)[25]
- Złoty Krzyż Zasługi (1973)[26]